# یواس‌اس اسکس (۱۸۷۴)
یواس‌اس اسکس (۱۸۷۴) (به انگلیسی: USS Essex (1874)) یک کشتی بود که طول آن ۱۸۵ فوت (۵۶ متر) بود.